# Mercedes-Benz type 163
Mercedes-Benz type 163 blev første gang præsenteret i 1996 under betegnelsen AAV (All Activities Vehicle) og sat i produktion i september 1997 under M-klasse-navnet. Bilen var dermed medgrundlægger af SUV-klassen.
Selv om modellen officielt hed "M-klasse", blev bilerne solgt under betegnelsen "ML xxx" (f.eks. ML 270 CDI) for at undgå forveksling med BMW's M-modeller.
Type 163 blev produceret frem til juni 2005. Efterfølgeren, type 164, var allerede blevet præsenteret i starten af 2005 på Detroit Motor Show.

## Koncept AAV
I januar 1996 præsenterede Mercedes-Benz på North American International Auto Show i Detroit den første forsmag på et All Activity Vehicle med stor kørekomfort.

### Særlige tekniske kendetegn
- Elektronisk styret firehjulstræk (standard fra 1997 under navnet 4ETS i M-klassen)
- Variabel kabineindretning
- To soltag
- Navigationssystem
- Biltelefon med håndfri betjening

### Beskrivelse
Fronten havde hældende forlygter og karrosseriet var funktionelt, f.eks. muliggjorde de korte overhæng foran og bagtil en stor hældningsvinkel i terræn. Karrosseriet var monteret på en chassisramme.
AAV hhv. M-klassen var beregnet på fritidsaktiviteter. På tagbagagebærersystemet kunne der monteres cykler, surf- og snowboards. Den bageste kofanger var udstyret med nedfældeligt anhængertræk. Bagdøren på prototypen bar reservehjulet og en højttaler af mærket Bose, som kunne drejes for at kunne høre musik udenfor bilen.
Kabinen var variabelt indrettet og have plads til mere udstyr og bagage. Prototypen var udstyret med to soltag, navigationssystem og biltelefon. Telefonen kunne betjenes med taster på rattet, og mikrofonen til den håndfri betjening var monteret var monteret i solskærmen.
Ud over to frontairbags havde AA Vision to sideairbags, ABS-bremser og elektronisk stabilitetsprogram; M-klassen var såmænd den første SUV med ESP-system.
Nyt var det permanente firehjulstræk i AA Vision, som var baseret på det såkaldte 4MATIC fra Mercedes-Benz og var elektronisk styret, kunne genkende et hjuls manglende jordfæste og fordele drejningsmomentet til de øvrige hjul. Dette firehjulstræksystem muliggjorde gode terrænfærdigheder til let og moderat offroadkørsel, men var uegnet til hård terrænkørsel.
AA Vision havde separate hjulophæng hele vejen rundt.

## Produktion
Type 163 blev, ligesom sin efterfølger i dag, bygget på Mercedes-Benz-fabrikken i Tuscaloosa, Alabama. Udviklingen i Alabama kan spores tilbage til tiden før fusionen med Chrysler. De i Tuscaloosa byggede biler havde fra produktionsstarten for Mercedes-Benz uønskede kvalitetsmangler. Som følge af den store efterspørgsel efter modellen og kvalitetsmanglerne blev et relativt lille antal biler bygget hos Magna Steyr i Graz, Østrig. Disse biler var dog heller ikke fejlfri, men kvaliteten var dog betydeligt bedre end i de amerikanske pendanter. Først fra faceliftet i 2001 kunne kvaliteten på de amerikanske biler sammenlignes med de østrigske.

## Facelift
I september 2001 gennemgik M-klassen til modelåret 2002 et omfattende facelift. På grund af den alvorlige kritik i forhold til den i starten ringe kvalitet siden introduktionen i 1997, blev denne stærkt forbedret ved faceliftet.
Ved faceliftet blev mere end 1100 dele blev udskiftet, blandt andet:
- Forlygter i klart glas med projektionsforlygter
- Sideblinklysene blev ligesom på øvrige Mercedes-Benz-modeller flyttet fra forskærmene op i sidespejlene, og blev lavet i klart glas
- Nye baglygter i brillantoptik
- Nye frontskørter med tågeforlygter i klart glas
- Nyt hækskørter
- Rammebeskyttelseslister lakeret i bilens farve
- Nye alufælge (17" i stedet for 16")
- Større bremseanlæg
- Afstemning af 4ETS ændret
- Afstemning af undervognen ændret
- Bagklap og kølergrill med kromliste på ML 400 CDI og ML 500 samt Inspiration og Final Edition
- Motorprogram:
  - ML 270 CDI med 120 kW (163 hk) og 370 Nm (allerede tilgængelig fra 1999)
  - ML 350 med 173 kW (235 hk) og 348 Nm (slagvolume 3724 cm³), tilgængelig fra juli 2002, tidligere ML 320
  - ML 400 CDI med 184 kW (250 hk) og 560 Nm
  - ML 500 med 215 kW (292 hk) og 440 Nm
- Udvidelse af kabinen med Thermatik (klimaautomatik) og bedre materialer

## Tekniske data
| Model           | Cylindre | Slagvolume cm³ | Max. effekt kW (hk) / omdr. | Max. drejningsmoment Nm / omdr. | 0-100 km/t sek. | Topfart km/t | Byggeår     |
| --------------- | -------- | -------------- | --------------------------- | ------------------------------- | --------------- | ------------ | ----------- |
| Benzinmotorer   |          |                |                             |                                 |                 |              |             |
| ML 230          | 4        | 2295           | 110 (150) / 5400            | 220 / 3800                      | 12,3            | 177          | 1997 − 2000 |
| ML 320          | 6        | 3199           | 160 (218) / 5700            | 310 / 3000 − 4600               | 9,5             | 1951         | 1997 − 2005 |
| ML 350          | 6        | 3724           | 180 (245) / 5750            | 350 / 3500 − 4800               | 8,7             | 2051         | 2002 − 2003 |
| ML 350          | 6        | 3724           | 173 (235) / 5750            | 345 / 3000 − 4500               | 9,1             | 2051         | 2003 − 2005 |
| ML 430          | 8        | 4266           | 200 (272) / 5750            | 390 / 3000 − 4500               | 8,4             | 2101         | 1999 − 2001 |
| ML 500          | 8        | 4966           | 215 (292) / 5600            | 440 / 2700 − 4250               | 7,7             | 2221         | 2001 − 2005 |
| ML 55 AMG       | 8        | 5439           | 255 (347) / 5500            | 510 / 2800 − 4500               | 6,7             | 2402         | 2000 − 2005 |
| Dieselmotorer   |          |                |                             |                                 |                 |              |             |
| ML 270 CDI man. | 5        | 2685           | 120 (163) / 4200            | 370 / 1600 − 2800               | 11,7            | 1863         | 1999 − 2005 |
| ML 270 CDI aut. | 5        | 2685           | 120 (163) / 4200            | 400 / 1800 − 2600               | 11,6            | 183          | 1999 − 2005 |
| ML 400 CDI      | 8        | 3996           | 184 (250) / 4000            | 560 / 1700 − 2600               | 8,1             | 213          | 2001 − 2005 |

## Specialmodeller
Specialmodellerne var kendetegnet med deres navn på sidebeskyttelseslisten, ligesom de andre modellers Classic/Elegance/Avantgarde-versioner.

### Inspiration
I slutningen af 2002 kom den begrænsede specialmodel Inspiration, som hovedsageligt adskilte sig gennem sit eksklusive optikudstyr:
- 17" brede dæk
- Tilgængelige farver: Brillantsølv, Obsidiansort, Sort, Tansanitblå eller Travertinbeige
- Grill og ventilationsgitter foran i sølv (ligesom på AMG)
- Sportssæder foran (fra AMG)
- Læder antracit med lysegrå sammensyninger
- Udvidet læderudstyr
- Kombiinstrument med kromringe og hvide visere
- Velourfodmåtter med logo Inspiration
- Indstigningslister med logo Inspiration

### Final Edition
I type 163's sidste produktionsår introducerede Mercedes-Benz en ny ekstraudstyrspakke. Udstyret i M-klasse Final Edition omfattede:
- Mørke baglygter
- Sølvfarvet kølergrill med kromindlæg
- Nye alufælge i femeget design
- Tagræling af aluminium
- Dørhåndtag med kromindlæg
- Bagklap med kromliste
- Rammebeskyttelseslister med skrifttræk Final Edition
- Som ekstraudstyr stylingbøjle lakeret i bilens farve
- Som ekstraudstyr lakering i Cubanitsølvmetallic
- Ekstra kromapplikationer og mere læder i kabinen
- Kombiinstrument med kromringe og hvide visere
- Sportssæder i læder med alcantara
- Træapplikationer i birk
- Velourfodmåtter med logo Final Edition
- Sædevarme
- Læderkabine

## Øvrigt
Modellens første store offentlige optræden var i Steven Spielbergs The Lost World: Jurassic Park; Mercedes-Benz udnyttede denne film som såkaldt Product placement til reklame for og præsentation af den nye M-klasse.
Pavens bil er baseret på den faceliftede type 163, og har været i drift siden 2002.